# Tinajitas, Actopan
Tinajitas är en ort i Mexiko.   Den ligger i kommunen Actopan och delstaten Veracruz, i den sydöstra delen av landet, 280 km öster om huvudstaden Mexico City. Tinajitas ligger 51 meter över havet och antalet invånare är 2 090.
Terrängen runt Tinajitas är kuperad åt sydväst, men åt nordost är den platt.  Närmaste större samhälle är Zempoala, 19,6 km söder om Tinajitas. 